# Lija Lewonowna Osipjan
Lija Lewonowna Osipjan (russisch Лия Левоновна Осипян; armenisch Լիա Լեւոնի Օսիպյան; geb. 15. Januar 1930 in Jerewan, Armenische SSR, Sowjetunion) ist eine armenische Botanikerin, Pflanzenphysiologin und Mykologin. Ihr botanisch-mykologisches Autorenkürzel lautet „Osipian“.

## Wissenschaftliche Karriere
Lija Osipjan studierte von 1947 bis 1952 an der Staatlichen Universität Jerewan. 1958 wurde sie Kandidatin der biologischen Wissenschaften und 1970 Doktor der biologischen Wissenschaften. Von 1952 bis 2005 arbeitete sie an der Staatlichen Universität Jerewan nacheinander als Assistentin und Dozentin ab 1971 als Professorin und Leiterin der Abteilung für Botanik der Fakultät für Biologie. Lija Osipjan war von 1986 bis 1990 und von 1999 bis 2002 Dekanin der Fakultät für Biologie der Universität Jerewan. 1986 wurde Lija Osipjan korrespondierendes Mitglied, 1996 ordentliches Mitglied der Armenischen Nationale Akademie der Wissenschaften.
Sie ist Doktormutter von etwa 20 Wissenschaftlern.
Am 4. Dezember 1981 erhielt Lija Osipjan die Auszeichnung Verdienter Wissenschaftler der Armenischen SSR.
Lija Osipja forschte auf den Gebieten Fungale Taxonomie, Physiologie und Ökologie; Pilzkrankheiten von Wild- und Kulturpflanzen; Nahrungsmittelkontamination bei Motten und Mykotoxinen; die Auswirkungen extremer Bedingungen auf die biologische Aktivität von Pilzen; menschliche Pilzkrankheiten sowie Biodiversität und Ökologie.
Osipja engagiert sich stark im Umweltschutz. Ihr ist die Unterschutzstellung zahlreicher Grünflächen und Wälder in Armenien zu verdanken. Nach der Einführung der Marktwirtschaft in Armenien nach 1990 erarbeitete sie ein Konzept für die Überwachung der Lebensmittelsicherheit und leitete dessen Umsetzung an. Lija Osipjan ist Vizepräsidentin der Verbraucherakademie Armeniens.

## Werke
Lija Osipjan hat mehr als 400 wissenschaftliche Arbeiten veröffentlicht. Darunter sind fünf Monographien über Pilze, die Pflanzenkrankheiten und andere Schäden verursachen, deren Toxizität, Pilzinfektionen von Menschen, sowie über Wasser- und andere Pilze. Sie setzte die Ausgabe der achtbändigen „Mycoflora von Armenien“ fort, die von der Begründerin der Mykologie in Armenien Darja Nikolajewna Teternikowoi-Babajan initiiert wurde. Lija Osipjan ist selbst Autorin von drei dieser Bände und Herausgeberin aller anderen.
Osipjan ist Herausgeberin mehrerer Zeitschriften.
- Mikobiota Armenii. Staatliche Universität Jerewan, Jerewan 2013 (Originaltitel: Микобиота Армении.).
- K woprossu o raswitii mutschnistoi rosy na plodach persika. In: Biologitscheskij Journal Armenii. Band 60, Nr. 3, 2008, S. 63–67 (russisch, Originaltitel: К вопросу о развитии мучнистой росы на плодах персика.).
- Siranusch G. Nanagjuljan, Lija Lewonowna Osipjan: Konspekt makroskopitscheskich gribow Armenii. Gasteromizety. Staatliche Universität Jerewan, Jerewan 2000 (Originaltitel: Конспект макроскопических грибов Армении. Гастеромицеты.).
- L. A. Kantschaweli, Lija Lewonowna Osipjan, L. A. Kantschaweli, T. M. Achundow: Opredelitel gribow Sakawkasja. Peronosporowye griby. Staatliche Universität Jerewan, Jerewan 1985 (Originaltitel: Определитель грибов Закавказья. Пероноспоровые грибы.).
- Gifalnye griby. In: Mikoflora Armjanskoi SSR. Band 3. Staatliche Universität Jerewan, Jerewan 1975 (russisch, Originaltitel: Микофлора Армянской ССР, т. III. Гифальные грибы.).
- Peronosporowye griby. In: Mikoflora Armjanskoi SSR. Band 1. Mitk, Jerewan 1967 (russisch, Originaltitel: Микофлора Армянской ССР, т. I. Пероноспоровые грибы.).
- Parasitnye gifalnye griby Armjanskoi SSR. Staatliche Universität Jerewan, Jerewan 1962 (russisch, Originaltitel: Паразитные гифальные грибы Армянской ССР.).
- H. Asimi, Lija Lewonowna Osipjan: Wirkung von Medium und Temperatur auf die Konidienkeimung und das Kolonienwachstum von Septoria appicola und S. petroselini. Normale Organismen von Sellerie und Petersilie. In: Electronic journal of Natural Sciences NAS RA. Nr. 2, 2010, S. 8–11 (englisch: Effect of Media and Temperature on Conidia germination and Colony growth of Septoria appicola and S. petroselini. Casual organisms of Celery and Parsley Leaf spot.).